# Iris Alonso
Iris Alonso (Buenos Aires, 18 de septiembre de 1928-ibíd., 1 de mayo de 2018) fue una actriz de cine, teatro y televisión argentina.

## Biografía
Iris nació y creció en la ciudad de Buenos Aires. Perteneció a una famosa familia de actores, ya que sus hermanos fueron los célebres artistas Pola Alonso, Tito Alonso y Mario Alonso.

## Carrera
Alonso fue una importante actriz de reparto de varios films de la época dorada cinematográfica argentina.
Actuó con grandes y famosas actrices y actores del momento como Olga Zubarry, María Elena Sagrera, Marcela Sola, Ana Gaguine, Carlos de Núñez, Arturo Puig, Marta González, Alfredo Alcón, Cristina Banegas, Silvia Arazi, Liliana Serantes, Noemí Serantes, Cecilia Labourt, Beatriz Bonnet, Silvia Lobo, Eva Dongé, Jorge Sassi y Roberto Escalada, entre muchos otros.
En algunos de los créditos de los films solía figurar como Iris Alonso Bianco.
En 2014 la Fundación SAGAI le entregó una estatuilla en reconocimiento a su trayectoria.
Se afilió a la Asociación Argentina de Actores en 1953. 

### Filmografía
- 1948: Mis cinco hijos
- 1950: Abuso de confianza
- 1978: Un idilio de estación
- 1996: Años rebeldes[2]

### Televisión
- 1961: Ciclo de teatro argentino
- 1978: Una promesa para todos como Olga
- 1979: Se necesita una ilusión como Mariana
- 1980: Un día 32 en San Telmo como Alcira
- 1981: Barracas al sur como Mercedes
- 1981: Me caso con vos como Lucía Díaz
- 1982: Un novio difícil
- 1982: Las 24 horas como Amanda
- 1983: Mi nombre es Lara como Lucrecia Ferrer

### Teatro
Formó parte del teatro independiente argentino, trabajando en obras como:
- La dama boba
- Del 900
- La noche de la basura
- Smart (1948)
- Caracol, junto a Ruby Gattari
- Las troyanas (2005)[3]

## Vida privada
Estuvo casada desde 1952 con el gran actor Ernesto Bianco hasta su muerte en 1977. Fruto de este matrimonio nacieron sus famosas hijas Irina Alonso e Ingrid Pelicori (nacida en 1957).
Fue la cuñada de la legendaria actriz María Rosa Gallo, y tía de Claudio Da Passano. También fue tía de la actriz Ángeles Alonso, que vive en México, y de la vedette, Fabiola Alonso.
Iris Alonso murió por causas naturales el 2 de marzo de 2018, a los 89 años de edad. Sus restos descansan en el Panteón de Actores del Cementerio de la Chacarita.

## Galardones
Iris Alonso recibió en 2012 un reconocimiento a la trayectoria otorgado por SAGAI a los artistas mayores de 80 años.